# Великомар'янівка
Великомар'я́нівка — село Маразліївської сільської громади у Білгород-Дністровському районі Одеської області, Україна. Населення становить 774 осіб.

## Перейменування об'єктів топоніміки
Розпорядженням «Про перейменування вулиць населених пунктів Маразліївської сільської ради» від 25 січня 2016 року № 14/2016, керуючись статтею 42 Закону України «Про місцеве самоврядування в Україні», Законом України «Про добровільне об'єднання територіальних громад» враховуючи рекомендації Українського інституту національної пам'яті, з метою подолання спадщини тоталітарного минулого та впровадження суспільних позитивних перетворень та з метою відродження в селі Великомар'я́нівка перейменовані такі об'єкти топоніміки:
| Сучасна назва  | Попередня назва  |
| -------------- | ---------------- |
| вулиця Верхня  | вулиця Радянська |
| вулиця Зарічна | вулиця Кірова    |
| вулиця Шкільна | вулиця Леніна    |

## Населення
Згідно з переписом 1989 року населення села становило 801 особа, з яких 338 чоловіків та 463 жінки.
За переписом населення 2001 року в селі мешкало 770 осіб.

### Мова
Розподіл населення за рідною мовою за даними перепису 2001 року:
| Мова       | Відсоток |
| ---------- | -------- |
| українська | 93,15 %  |
| російська  | 3,49 %   |
| молдовська | 1,94 %   |
| вірменська | 0,9 %    |
| болгарська | 0,13 %   |
| циганська  | 0,13 %   |